# Řád sv. Kateřiny
Řád svaté Kateřiny nebo celým jménem Řád svaté velikomučednice Kateřiny (rusky: Орден Святой великомученицы Екатерины), někdy také Řád osvobození byl ruský dámský řád založený carem Petrem I. Velikým v roce 1714 na paměť toho, že jeho žena carevna Kateřina se osobně zasloužila o záchranu ruského vojska před zajetím v době rusko-turecké války.). Řád nesl jméno carevniny patronky sv. Kateřiny. Jednalo se o jediný dámský řád udělovaný v Ruském impériu. Existoval ve dvou třídách a byl udělován až do roku 1917.

## Historie
Řád sv. Kateřiny založil Petr I. Veliký v souvislosti s neúspěšným prutským pochodem v roce 1711, kdy měla carevna Kateřina Alexejevna (budoucí Kateřina I.) vykoupit prodejem osobních cenností zajaté ruské vojsko z tureckého zajetí. Původně se jmenoval Řád osvobození a car Petr s ním vyznamenal 24. listopadu 1714 jenom svojí manželku.
Řád začal být formálně používán jako dámské vyznamenání od doby Pavla I. Suverénem řádu byla ruská carevna. V rámci Statutu o carské rodině byla I. třída řádu udělována pro ruské velkokněžny právem narození (přesněji pro velkokněžny se křtem a kněžny imperátorské krve s dovršením 18 let). Statut řádu sv. Kateřiny určoval přesný počet dalších vyznamenaných (tedy těch mimo romanovskou dynastii), který nemohl překračovat 106 (celkem 12 dam velkého kříže a 94 dam malého kříže. Řád byl udělován jenom ženám šlechtického původu.
Řádový svátek se slavil 24. listopadu v den sv. Kateřiny.

## Třídy a pravidla nošení
Řád byl udělován ve dvou třídách.
- I. třída - velkokříž
- II. třída - menší kříž

Odznak řádu se nosil zavěšený na červené velkostuze se stříbrným okrajem přes pravé rameno.
Hvězda řádu byla stříbrná a nosila se na levé straně hrudi.

## Vzhled
Odznakem řádu je zlatý tlapatý kříž dekorovaný diamanty. V jeho centru je umístěn větší oválný, červený medailon s postavou svaté Kateřiny držící v rukou kříž, který je ještě vykládaný diamanty. Také samotný medailon je osazen diamanty. Na reversu medailonu je věž, na jejíž vrcholu je orlí hnízdo. Nad ním je potom latinský nápis Aequant munia comparis (Povinnosti činí rovnými).
Hvězda je stříbrná, osmicípá a briliantující uprostřed zdobená červeným medailonem s briliantující čelenkou převýšenou křížkem a ruským nápisem За любовь и Отечество (Pro lásku a vlast). Stuha je červená se stříbrným okrejem. U řádu II. je stuha ve tvaru mašle s vyšitým heslem řádu Pro lásku a vlast.

## Galerie

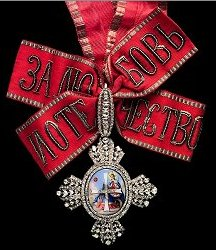
Odznak řádu sv. Kateřiny na stuze s heslem řádu Za lásku a vlast.
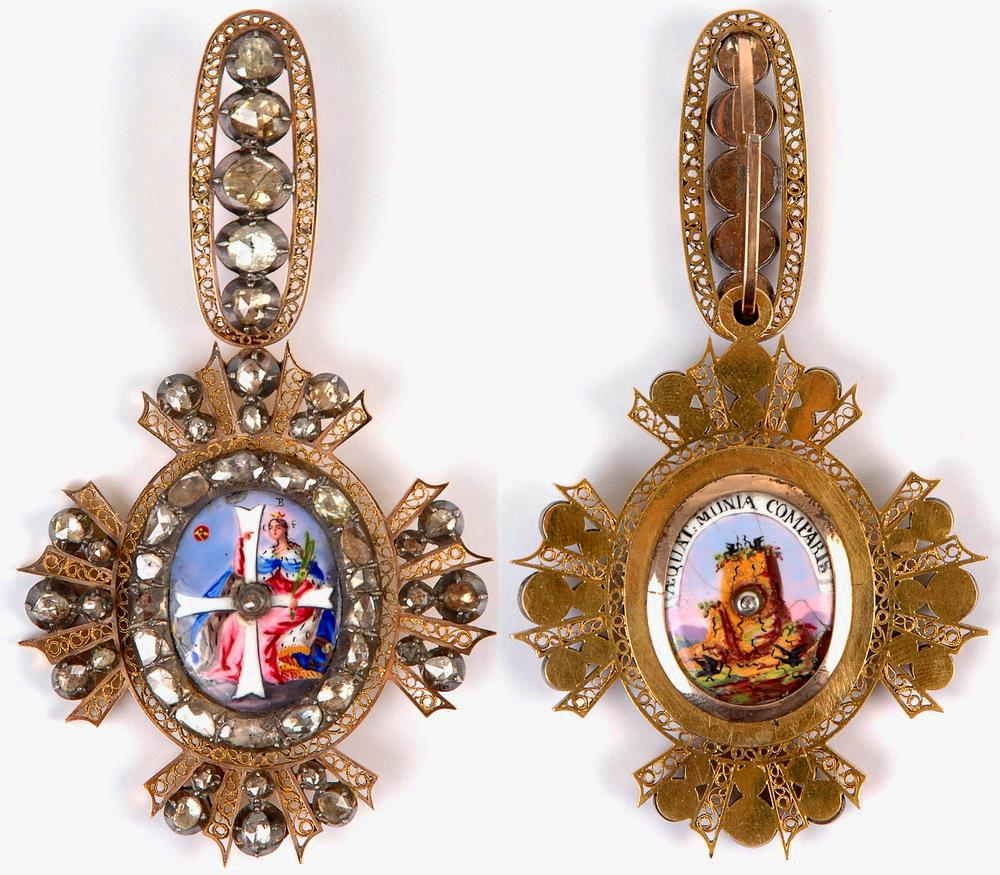
Avers a revers odznaku řádu sv. Kateřiny.
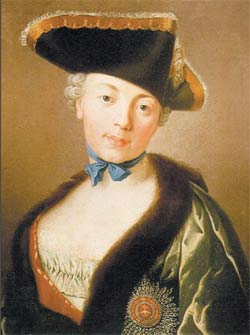
Příklad nošení řádu: Budoucí carevna Kateřina II. jako velkokněžna a s hvězdou řádu. Portrét P. Rotariho z doby kolem roku 1760.